# Kippel
Kippel é uma comuna da Suíça, no Cantão Valais, com cerca de 377 habitantes. Estende-se por uma área de 11,66 km², de densidade populacional de 32,3 hab/km².  Confina com as seguintes comunas: Ferden, Kandersteg (BE), Niedergesteln, Wiler. 
A língua oficial nesta comuna é o Alemão.